# آنجلا لیتل (هنرپیشه زن)
آنجلا لیدل (انگلیسی: Angela Little؛ زادهٔ ۲۲ ژوئیهٔ ۱۹۷۲) یک هنرپیشه اهل ایالات متحده آمریکا است. 
او در فیلم دختر رئیس من بازی کرده است.